# Campeonato Mundial de Esquí Alpino de 1966
El XIX Campeonato Mundial de Esquí Alpino se celebró en la localidad andina de Portillo (Chile) entre el 4 y 14 de agosto de 1966 bajo la organización de la Federación Internacional de Esquí (FIS) y la Federación de Esquí de Chile.
Ha sido el único campeonato mundial de este deporte que se ha celebrado en el hemisferio sur. El campeonato fue emitido por la televisión chilena mediante programas presentados por Jorge Contreras Giemza y emitidos diariamente a las 22:20 en cadena por los canales 9 (Universidad de Chile) y 13 (Universidad Católica) de Santiago y 8 de Valparaíso.

## Resultados

### Masculino
| Evento          | Oro                       | Plata                   | Bronce                             |
| --------------- | ------------------------- | ----------------------- | ---------------------------------- |
| Descenso        | Jean-Claude Killy Francia | Léo Lacroix Francia     | Franz Vogler Alemania Occidental   |
| Eslalon         | Carlo Senoner · Italia ·  | Guy Périllat Francia    | Louis Jauffret Francia             |
| Eslalon gigante | Guy Périllat Francia      | Georges Mauduit Francia | Karl Schranz · Austria ·           |
| Combinado       | Jean-Claude Killy Francia | Léo Lacroix Francia     | Ludwig Leitner Alemania Occidental |

### Femenino
| Evento          | Oro                        | Plata                        | Bronce                              |
| --------------- | -------------------------- | ---------------------------- | ----------------------------------- |
| Descenso        | Marielle Goitschel Francia | Annie Famose Francia         | Burgl Färbinger Alemania Occidental |
| Eslalon         | Annie Famose Francia       | Marielle Goitschel Francia   | Penny McCoy Estados Unidos          |
| Eslalon gigante | Marielle Goitschel Francia | Heidi Zimmermann · Austria · | Florence Steurer Francia            |
| Combinado       | Marielle Goitschel Francia | Annie Famose Francia         | Heidi Zimmermann · Austria ·        |

## Medallero
| Núm. | País                | Oro | Plata | Bronce | Total |
| ---- | ------------------- | --- | ----- | ------ | ----- |
| 1    | Francia             | 7   | 7     | 2      | 16    |
| 2    | Italia              | 1   | 0     | 0      | 1     |
| 3    | Austria             | 0   | 1     | 2      | 3     |
| 4    | Alemania Occidental | 0   | 0     | 3      | 3     |
| 5    | Estados Unidos      | 0   | 0     | 1      | 1     |
|      | TOTAL               | 8   | 8     | 8      | 24    |